# Saga della spada di ghiaccio
La Saga della Spada di Ghiaccio è un arco narrativo a fumetti Disney d'ambientazione fantasy ideata da Massimo De Vita e pubblicata in Italia sulla rivista Topolino in quattro episodi, i primi tre tra il 1982 e il 1984 e il quarto nel 1993; i primi tre furono anche pubblicati in un unico volume nel 1989 come la Trilogia della Spada di ghiaccio. La serie è stata a sua volta oggetto di una parodia, Topolino e la Spada di Ghiacciolo, realizzata da Sio e Silvia Ziche nel 2016. La saga è stata poi ancora ripresa e ulteriormente ampliata da Marco Nucci con un quinto episodio pubblicato nel 2022 e un sesto uscito nel 2023.

## Ispirazione
Tra le fonti della Trilogia, Massimo de Vita ha dichiarato di essersi ispirato a varie opere letterarie e cinematografiche, in particolare alla figura di Dart Fener per il personaggio della figura nell'ombra e al romanzo La spada di Shannara.

## Trama
Boz, un essere proveniente da Ululand, nella terra dell'Argaar, un mondo in una dimensione parallela sotto la tirannia del Principe delle Nebbie, giunge sulla Terra alla ricerca di Alf, un leggendario eroe che in passato aveva già sconfitto il principe. Non trovandolo, chiede aiuto a Topolino e Pippo che vengono trasportati con lui fino al suo villaggio dove Pippo viene fatto passare per il cugino di Alf e, insieme, recupereranno la Spada di Ghiaccio, un'arma in grado di sconfiggere il Principe.

## Storia editoriale
La serie è composta da sei episodi pubblicati in Italia a puntate sulla rivista Topolino, i primi tre scritti e disegnati da Massimo de Vita, così come il quarto, nel quale però De Vita fu coadiuvato alla sceneggiatura da Fabio Michelini e, il quinto e il sesto, scritti da Marco Nucci e disegnati da Cristian Canfailla.
- Topolino e la Spada di Ghiaccio (tre puntate dal n. 1411 al n. 1413 del 12, 19 e 26 dicembre 1982)
- Topolino e il torneo dell'Argaar (due puntate dal n. 1464 al n. 1465 del 18 e 25 dicembre 1983)
- Topolino e il ritorno del Principe delle Nebbie (una puntata sul n. 1517 del 23 dicembre 1984)
- Topolino e la Bella addormentata nel cosmo (due puntate dal n. 1936 al n. 1937 del 3 e 10 gennaio 1993)
- Topolino e la leggenda della Spada di Ghiaccio (quattro puntate dal n. 3497 al n. 3500 del 30 novembre, 7, 14 e 21 dicembre 2022)[5]
- Topolino e la profezia del Cavaliere Scarlatto (tre puntate dal n. 3545 al n. 3547 dell'1, 8 e 15 novembre 2023).

La serie è stata pubblicata più volte in volume a partire dal 1989 da diversi editori come Giunti e Panini.

## Personaggi
I personaggi principali sono Pippo (il protagonista), l'inseparabile Topolino, stavolta in funzione di spalla, ed i loro alleati: il mago-scienziato Yor, Boz, Gunni Helm. Antagonista per eccellenza, in tutta la vicenda, è il Principe delle Nebbie con i suoi emissari; altri personaggi della serie sono il Drago Zibibbo, la Regina di Hel, il Duca degli Elfi, il Cavaliere Nero, il Vecchio della Montagna, Gundar, il re dei Giganti, il Re di Bedi; alleati nell'ultima delle quattro avventure saranno anche la Bella addormentata nel cosmo e Fulco Zob. Nei prologhi ed epiloghi delle storie, che si svolgono a Topolinia, compaiono anche Minni, Orazio e Clarabella, Tip e Tap. Il cane Pluto, infine, ha un ruolo molto importante nella terza storia della serie.

### Yor
Yor è un venerabile sapiente dall'età avanzata e dalla barba bianca, dal fisico alto e magro, vestito con mantello e cappello da mago. Cammina con un bastone da pellegrino ed abita in un antico castello nella terra di Ululand, in cui studia e conserva libri e cimeli magici e tecnologici di epoche passate, quali il vettore dimensionale chiamato piatto degli Zoltan, il corno di Giallar e il copricapo dei Mugh, del cui uso conosce i segreti ma anche i terribili pericoli, come risulta da una sua frase caratteristica: "Chi usasse questi strumenti senza conoscerli, correrebbe gravi rischi!".
Amico del popolo degli Uli, il cui villaggio si trova vicino al suo castello, Yor mette volentieri a loro disposizione le proprie conoscenze, per difenderli dalle soperchierie del Principe delle Nebbie o per salvare la loro terra da catastrofi naturali.
Nel corso della prima storia della trilogia, intitolata Topolino e la Spada di Ghiaccio, per rimediare ad una propria sbadatezza Yor sarà costretto ad inseguire Pippo e Topolino attraverso tutte le terre dell'Argaar sino alla Terra dei Giganti. Giungerà, ad ogni modo, in tempo per salvare i nostri eroi, ed il loro amico Gunni Helm, dal proditorio attacco di un pericoloso Yeti dei ghiacci.

### Boz
Boz potrebbe ricordare, per l'aspetto, il personaggio di Asterix (anche se Boz è un po' più grassoccio) e per il carattere quello di Bilbo Baggins.
Semplice abitante della terra di Ululand, appartenente agli Uli, uno dei popoli dell'Argaar, Boz è baffuto, di bassa statura, e coi capelli raccolti in due treccine. Nonostante il carattere pavido e insicuro ("ma io sono un sedentario!" è una delle sue battute) diventerà, proprio malgrado, il coraggioso accompagnatore di Pippo e Topolino nell'epica lotta contro il Principe delle Nebbie.
Nella prima avventura della trilogia, Boz incontra Pippo e Topolino nel giardino di quest'ultimo a Topolinia, dov'è giunto per un errore di "deconcentrazione" nella guida del piatto degli Zoltan, vettore dimensionale che si guida con la sola forza del pensiero, fornitogli dal venerabile Yor per rintracciare il mitico giustiziere Alf, abitante di un'altra dimensione. Comincia così l'avventura di Pippo e Topolino, che seguiranno Boz nel paese dell'Argaar e si faranno coinvolgere nella lotta contro il Principe delle Nebbie.
Boz, in particolare, guiderà Pippo e Topolino, tra molte avventure, sino alla Foresta dell'Incantesimo, ove il suo viaggio terminerà presso gli Elfi, perché colpito da un pesante raffreddore, il punto debole del popolo degli Uli.
Nelle seguenti parti della trilogia, Boz tornerà ad accompagnare Pippo e Topolino nelle loro avventure, svolgendo, in particolare, la funzione di scudiero di Pippo nel mitico Torneo dell'Argaar. La sua poderosa capacità starnutatoria si rivelerà nuovamente nell'ultimo episodio della serie, in due occasioni: nella prima metterà a repentaglio la sua vita, nella seconda, sorprendentemente, contribuirà alla realizzazione dell'impresa.

### Gunni Helm
Gunni Helm è un "Troll dei boschi", ma il suo aspetto è quello di un uomo, che per l'abbigliamento e le capacità ricorda, piuttosto, l'iconografia classica di Guglielmo Tell. Una sua frase caratteristica è: "Verrò con voi! Mi stavo giusto annoiando e l'impresa che mi proponete servirà a mantenermi in esercizio!".
Coraggioso, abile arciere, baffuto, con l'abito sfrangiato, la faretra sempre sulle spalle ed il cappello piumato, Gunni Helm abita nella selvaggia e montuosa Terra dei Troll, ed è l'unico conoscitore delle frontiere tra l'Argaar e la Terra dei Giganti. Nel proprio paese Gunni possiede un orso domestico, di nome Brisk, che sostituisce il padrone nell'allevamento delle oche quando questi parte per le sue avventure. Goloso di miele come tutti i suoi cospecifici, tuttavia, Brisk è causa di qualche problema di vicinato per il suo padrone.
Nella prima avventura della trilogia, Gunni Helm accompagnerà Pippo e Topolino nel viaggio per la Terra dei Giganti alla ricerca della mitica Spada di ghiaccio; nella seconda sarà l'istruttore di Pippo nella sua partecipazione al Torneo dell'Argaar.

### Principe delle Nebbie
È un essere incorporeo e invisibile, dotato soltanto dell'ombra (avendo perduto il corpo, millenni addietro, durante la lotta contro il mitico giustiziere Alf). Il Principe delle Nebbie, quindi, è visibile soltanto quando indossa degli abiti e un'armatura e, soprattutto, una maschera ipertecnologica dagli strabilianti poteri psichici, in grado di autoalimentarsi e di assoggettare al proprio autonomo volere chiunque la indossi.
La sua figura di cattivo è un omaggio a Dart Fener di Guerre stellari, e ha tratti in comune col Signore degli Inganni del ciclo di Shannara.
Il Principe delle Nebbie ha un gruppo di consiglieri (di uno, Wulf, è noto anche il nome) che gli si rivolgono con epiteti altamente significativi, quali vostra spietatezza, vostra nequizia, vostra scelleratezza e vostra malvagità.
Da un tetro castello sito nella tenebrosa Valle d'Ombra il Principe delle Nebbie governa le terre dell'Argaar, che ha assoggettato al proprio dominio approfittando dei tremendi poteri che gli derivano dalla propria maschera: lettura del pensiero, idromanzia, controllo del clima e, soprattutto, la grande persuasione, che gli permette di alterare la percezione della realtà e di emanare parvenze illusorie di estremo realismo.
Tra queste apparizioni, in particolare, vanno annoverate diverse categorie di mostri volanti, che i servitori del Principe, in particolare i temuti Emissari, utilizzano per riscuotere l'ingiusto tributo di Natale, da lui imposto a tutti i popoli dell'Argaar (meno che agli Elfi, che non sono mai divenuti suoi vassalli).
Egli si crede al sicuro, avendo affidato a Gundar, re dei Giganti, suo alleato, la mitica Spada di ghiaccio, talismano in grado di annullare tutti i propri poteri. Ma proprio verso la Terra dei Giganti si muoveranno Pippo, Topolino, Boz, Yor e Gunni Helm, intenzionati a liberare l'Argaar dal suo dominio.

### Emissari
Si tratta di un corpo di armigeri al soldo del Principe delle Nebbie, che costui sguinzaglia per le terre ed i cieli dell'Argaar, a cavallo di mostruosi uccellacci simili a dragoni (che si riveleranno, peraltro, parvenze illusorie frutto dei suoi poteri telepatici), per riscuotere ingiusti tributi e per perseguitare i propri nemici.
La loro divisa è caratterizzata dall'elmo chiodato, dall'armatura e dalla sciabola; oltre a quest'arma, dispongono anche di una lunga lancia. Il loro aspetto fisico è caratteristico: essi condividono la bassa statura, le orecchie appuntite verso l'alto ed un grande nasone.
Il loro capo, di nome Guld, è in contatto audio col Principe delle Nebbie grazie a una strana protuberanza, con forma e funzione di microfono, che si trova sulla testa della sua mostruosa cavalcatura.
Gli Emissari, prima dell'arrivo di Pippo, erano reputati invincibili: ma lo scetticismo del nostro eroe nei confronti della magia (suo tratto caratteriale ben noto) comporta, miracolosamente, il dissolvimento delle parvenze illusorie emanate dal Principe delle Nebbie grazie alla grande persuasione. Privi delle loro terribili cavalcature, gli Emissari si scoprono dei comuni armigeri, difficili, ma non impossibili da sconfiggere.

### Regina di Hel
La Regina di Hel, avversaria benché vassalla del Principe delle Nebbie, regna sulla terribile Palude di Hel, percorsa solo da qualche sperduto pescatore. La sua reggia si trova sulla cima di un'aspra montagna troneggiante sulle paludi, al di sopra del mare di nubi ed oltre un ponte sospeso su cui veglia il terribile cane Garmr. Vestita sontuosamente con un mantello di pelle di leopardo, difesa da un corpo guardia composto di cavallette antropomorfe, la Regina di Hel dispone di un personale fenicottero da trasporto. Nonostante l'aspetto fascinoso e seduttivo, accentuato dalla sua capacità di produrre incantesimi d'amore, essa ha in realtà molti secoli d'età.

### Duca degli Elfi
Saggio ed ospitale, esperto in amuleti e magie, il Duca degli Elfi vive col suo popolo in un villaggio di case a forma di fungo nella Foresta dell'incantesimo, e, dopo un iniziale fraintendimento, in cui li scambia per Emissari del Principe delle Nebbie, si dimostra un alleato di Topolino e Pippo nella lotta contro il tiranno. Il suo aspetto è simile a quello degli altri Elfi, ma i baffi e la barba bianca denotano un'età avanzata. Sarà lui a raccomandare Pippo e Topolino alla guida di Gunni Helm, unico conoscitore dei segreti della Frontiera dei Giganti, dando loro il proprio anello per farli riconoscere come propri amici.

### Gundar, re dei Giganti
Vecchio e goloso, fortissimo ma credulone come tutti i membri del suo popolo, il re dei Giganti, Gundar, è dedito alla crapula ed ha perso la voglia di cacciare e duellare nei tornei. Ingolla quotidianamente enormi masse di cibi prelibati, portatigli in omaggio dai sudditi (in particolare la gigantessa Gerda non gli fa mai mancare un ottimo sformato di ricotta) nella sua reggia nella mitica città di Utgard, dalle mura più alte delle montagne. Al collo porta un medaglione con incastonata la mitica spada di ghiaccio, talismano donatogli dal Principe delle Nebbie quale pegno d'alleanza. E il vecchio, saggio, furbo Yor dovrà convincerlo a cederla ai nostri eroi.

### Re di Bedi
Abitante a Zolde, il re del popolo Bedi è raffigurato come un uomo grassoccio, dai lunghissimi baffi, vestito con abiti di foggia orientale. Vanaglorioso e perennemente a corto di denaro, vede nel Torneo dell'Argaar, che si celebra ogni quattrocento anni, la possibilità di riempire le casse del Regno e, contemporaneamente, di acquistare la gloria che gli manca. Per questo, aiutato da un araldo pasticcione, organizza in grande il Torneo e si assicura la collaborazione di Pippo, ritenuto l'eroe mitologico più in gamba a disposizione, per farlo gareggiare quale proprio campione. In cambio, in caso di vittoria, cederà a Pippo il frammento di gherrotite indispensabile per salvare il villaggio degli Uli.

### Drago Zibibbo
Il drago Zibibbo è un drago dalla pelle verde, di dimensioni gigantesche, col lungo collo crestato, la lingua biforcuta e due cornetti sulla testa; raffigurato, graficamente, con qualche somiglianza rispetto al modello cinematografico disneyano di Elliott il drago invisibile, ma con un'espressione più acuta e con un fisico più magro. La sua dimora è una grotta sulle rive del Lago dei misteri, sito non lungi da Zolde, la capitale del regno di Bedi.
L'uccisione del drago è una delle prove che il buon Pippo deve affrontare per vincere il torneo dell'Argaar. Prova dell'avvenuta uccisione saranno le orecchie del drago, da portare come trofeo di caccia al giudice di gara.
Giunto in riva al lago, Pippo scoprirà però che il drago Zibibbo è dotato d'intelletto e di un animo sensibile: sa parlare, fischiare, cantare, suonare la viola ed è perseguitato dai cacciatori. Lo stesso antro del drago, in realtà, ospita un focolare, chiaro segno di civilizzazione.
Dopo una conversazione con Pippo, e prima di abbandonare la propria tana per prendersi qualche secolo di vacanza, il drago Zibibbo regalerà a Pippo un paio di orecchie finte, svelando così lo stratagemma da lui adottato per sopravvivere.
Nella quarta avventura della serie, i protagonisti incontreranno nuovamente Zibibbo nel lago sotterraneo dello Stige, che attraverseranno sulla sua pancia.

### Fyr l'iperboreo
Elfo di alta statura, Fyr è il campione del suo popolo al Torneo dell'Argaar, infallibile arciere da "100 tiri, 100 centri", che darà filo da torcere a Pippo nella semifinale di quella terribile prova. La sua concentrazione è tale da non fargli proferire parola e da lasciargli immutata l'espressione persino quando il suo avversario, il giudice di gara e l'intero pubblico del Torneo sono colti da un irrefrenabile attacco di ridarella.
Fyr incontrerà Pippo, in un breve cameo, anche nella terza avventura della serie; in un'atmosfera più rilassata, i due si saluteranno amichevolmente, in ricordo della vecchia competizione.
Curiosamente, Fyr si distingue notevolmente nell'aspetto da tutti gli altri Elfi: oltre ad essere molto alto di statura, è apparentemente l'unico elfo maschio dotato di capelli, e l'unico sprovvisto di ali.

### Cavaliere Nero
Campione della Regina di Hel al Torneo dell'Argaar, il Cavaliere Nero, che cavalca uno strano mammifero simile a un dromedario, non parla e non si toglie mai l'armatura, dimostra un'eccellente abilità in ogni genere di cimento. Dopo aver eliminato avversario su avversario, stravincendo in tutte le prove, si trova ad affrontare Pippo nella gara finale, che, per l'esaurimento delle prove disponibili, si disputerà con una specialità proposta da Pippo: il big-zip, giochino infantile consistente nel creare una specie di moto perpetuo di una pallina legata a un elastico. Con grande sorpresa degli astanti, a un certo punto della disfida il Cavaliere nero crolla a terra. Topolino gli solleva l'elmo ed avrà una incredibile sorpresa: si tratta di un bio-robot (quasi) imbattibile, i cui microprocessori, progettati per ogni disfida cavalleresca, erano però impotenti a sopportare i movimenti sussultorii dovuti al giochino del big-zip.

### Vecchio della Montagna
Il Vecchio della Montagna è un vecchio dall'aspetto tetro, in tunica, con le unghie lunghissime e una lunga barba bianca, che vive seduto su un trono in un tenebroso antro, il cui accesso si situa all'interno della Foresta dell'incantesimo. Il vecchio, che vive in compagnia di un pipistrello gigante in grado di parlare, e di un feroce lupo, è il custode del talismano chiamato Stella di Aldebaran, che potrà consegnare solo a chi supererà le tre ardue prove della saggezza. Nessuno, prima di Pippo, è mai uscito vivo dall'antro, perché il destino di chi sbaglia le risposte è di essere divorato dal lupo. Il Vecchio ammette con Pippo tuttavia di non ricordare più le risposte giuste alle prove e si fa convincere a consegnare a Pippo la Stella in cambio di un paio di dadi consegnategli da Pippo.

### Bella addormentata nel cosmo
La Bella addormentata nel cosmo è una giovane principessa aliena, figlia della cometa Miranda, evocata dalla maga Selenka per aiutare i popoli dell'Argaar a combattere l'epidemia del grande sonno. Il suo vero nome è ignoto. La principessa, che - essendo aliena - è di carnagione e di capigliatura verde, è stata allevata a turno dai vari popoli dell'Argaar. Come nelle fiabe, la Principessa correva però il rischio di cadere in un incantesimo se per caso si fosse ferita; e - mentre era affidata alle cure di Gunni Helm - una puntura con una freccia la fece cadere in un magico sonno. Per proteggerla dai malefici della maschera del Principe delle Nebbie, fu spedita nello spazio, in una culla circondata da meteore orbitante intorno al pianetino Gylfi, nella costellazione dell'Unicorno. Solo un eroe poteva svegliarla dal suo sonno e permetterle di salvarle l'Argaar; e questo eroe arriverà, nella persona di Pippo.

### Fulco Zob
Fulco Zob è un tassista spaziale chiamato da Yor, mediante un cablo cinematico, per condurre Pippo, Topolino, Boz e Gunni Helm sino alla culla orbitante che ospita la Bella addormentata nel cosmo. Il suo arrivo in groppa a una cosmo-locusta, cavalletta gigante capace di voli spaziali, sorprenderà i nostri eroi, che, saliti sino in cima alla torre del cosmodromo di Helmod, disperavano di poter concludere la propria missione, avendo trovato le installazioni spaziali e l'astronave stanziata sulla torre in completa rovina, dopo secoli di abbandono. Come pagamento della propria missione, Fulco pretenderà alcune figurine autoadesive di Pippo, raffiguranti animali (per lui, abituato alle cosmo-locuste) affascinanti e sconosciuti, come il coniglio e il pappagallo.

## Popoli
Nell'Argaar e nelle terre vicine, Pippo e Topolino entrano in contatto con diverse popolazioni.

### Uli
Abitanti di un villaggio sito a sud dei Monti della Luna nella regione di Ululand, dal clima freddo e nevoso, gli Uli sono un popolo pacifico che vive tradizionalmente in case di pietra e legno con i tetti molto ripidi ed indossa abiti di foggia medievale. Essi sono governati da un capovillaggio, riconoscibile dal copricapo con corna di cervo; generalmente (ma con qualche eccezione) sono di bassa statura. Non è dato di conoscere la loro religione, ma è certo che festeggiano il Natale intorno a un abete addobbato. Nel secondo episodio della serie gli Uli, originariamente assai poveri, vivono una fase di grande prosperità e di sviluppo tecnologico, con la trasformazione del loro villaggio in una modernissima città con mega-alberghi, cinema in 3D e piste sopraelevate per veicoli volanti. In questa fase anche i loro abiti e copricapi assumono un aspetto diverso e assai moderno.
Ma dopo l'esplosione del vulcano Ghèrrod e la distruzione della città gli Uli, sazi dell'indigestione progressista, decidono di ricostruire il villaggio nelle forme tradizionali.

### Bedi
Abitanti della piana a Nord dei Monti della Luna, confinante con la Palude di Hel, nei tempi precedenti alla venuta di Pippo e Topolino i Bedi avevano sviluppato un grande sapere, andato perduto, però, con la caduta dell'asteroide Bahr, il cui cratere sarebbe stato riempito dal Lago dei Misteri. Organizzati in una monarchia, guidata da un re in croniche difficoltà economiche, i Bedi, dai costumi medievali, si concentrano intorno alla capitale Zolde, divenuta un cumulo di rovine, ma ciononostante ricettacolo e rifugio di avventurieri e mercanti, crocevia di tutti i traffici dell'Argaar. Nonostante una certa rivalità con gli Uli, i Bedi non mancano di manifestare solidarietà con chi, come l'ulo Boz, lotta contro la tirannia del Principe delle Nebbie.

### Elfi
Gli Elfi vivono nella Foresta dell'Incantesimo, in abitazioni a forma di fungo, e sono guidati da un Duca. Abili artigiani (furono loro a forgiare la Spada di Ghiaccio), per la natura impenetrabile della loro selva sono gli ultimi irriducibili resistenti al dominio del Principe delle Nebbie. Generalmente (ma con qualche eccezione) di bassa statura, essi sono riconoscibili dalle orecchie appuntite e dalle due alette trasparenti, simili a quelle degli insetti, che portano sulla schiena. La loro carnagione può essere verde o rosea.

### Troll
Abitanti della selvaggia e montuosa terra che prende il loro nome, contrariamente ai Troll della mitologia norrena hanno aspetto antropomorfo. Da quanto si deduce nel primo episodio della serie, essi vivono in abitazioni isolate a stretto contatto con la natura. Uno di loro, Gunni Helm, sarà amico ed accompagnatore di Pippo e Topolino in tre delle loro quattro avventure.

### Giganti
Abitanti dello Jotunheim, oltre la Frontiera che prende il loro nome (costituita dalla gola del ribollente fiume Nifl e dal mitico Ponte dell'Arcobaleno), i Giganti hanno aspetto umano ma una statura smisurata (Pippo, Topolino, Yor e Gunni Helm possono stare sulla mano di uno di loro). Di indole bonaria e credulona, molto superstiziosi, essi abitano le campagne intorno alla capitale Utgard, leggendaria città più alta delle montagne, dove vive il loro re, alleato del Principe delle Nebbie, che gli ha affidato la custodia della mitica Spada di ghiaccio.

### Altri popoli
Altri popoli dell'Argaar sono gli Yarnoni ed i selvaggi Yeti di Verkuragon, entrambi tradizionali nemici degli Uli; i Crytofanti e i Nani di Munz. Nel corso delle loro avventure, inoltre, Pippo e Topolino incontreranno degli Zel, caratterizzati dall'alta statura e dai lunghi lobi auricolari, un Sylotofago dal naso a trombetta, ed un pericolosissimo Yeti dei ghiacci interessato a ucciderli per rubare loro qualche cibaria.

## Fauna
Accanto ad animali comuni anche nella nostra dimensione - cani, orsi, lupi, cervi (le cui corna ornano il copricapo del capovillaggio di Ululand), fenicotteri ed altri - nelle terre dell'Argaar vivono specie animali fantasiose dall'aspetto bizzarro. Eccone alcune:

### Ptero-munghi
Il loro nome sembrerebbe derivare dal greco e letteralmente significherebbe "manguste alate", tuttavia questi animali non hanno nulla né dei volatili, né delle manguste. Si tratta, infatti, di una sorta di cammelli o lama a due sole zampe munite di un largo piede foggiato a racchetta da neve, che consente loro di camminare agevolmente e correre su terreni innevati. Sono inoltre dotati di una folta peluria rosso-bruna, di due corni uniti a formare una sorta di manubrio e di una coda con estremità foggiata a punta di freccia; si nutrono esclusivamente di neve. A dispetto della loro apparenza bizzarra, queste creature, che compaiono nel terzo, nel quarto e poi ancora nel quinto e nel sesto episodio della serie, sono molto docili e mansueti, ragion per cui vengono regolarmente utilizzati dagli Uli come cavalcatura. Il loro governo richiede tuttavia una particolare precauzione, in quanto sono terrorizzati dal fuoco.

### Talpironi
Si tratta di una sorta di talpe di dimensioni gigantesche (apparentemente quelle di un rinoceronte) viventi nel sottosuolo dell'Argaar. Un esemplare di questa specie viene utilizzato come mezzo di trasporto nel sottosuolo dai nostri eroi nel quarto episodio della serie.

### Nasicanti
Questi mammiferi proboscidati compaiono in diversi episodi, ma vengono nominati esclusivamente nel quarto. Sono quadrupedi vagamente simili ad elefanti, ma decisamente più piccoli (all'incirca le dimensioni di un cavallo), coperti da una fitta peluria grigio-azzurra e con unghie a zoccolo inciso più simili a quelle di una mucca che a quelle di un elefante. Sono utilizzati soprattutto dai Bedi come animali da traino, tanto che i nostri eroi nel primo episodio si travestono da uno di questi animali e si pongono al traino del carro di un contadino per sfuggire a un controllo, ingannando così gli emissari che controllano esclusivamente il carico del carro.

### Gurguroni
Queste creature sono una sorta di sfere spinose che vivono attaccate alle rocce, simili in tutto e per tutto ai ricci di mare, tranne che per la caratteristica di vivere fuori dall'acqua. Un tratto tipico di Boz è quello di presentare una forte allergia a questa specie, che si risolve in energici starnuti.

### Cosmo-locuste
Sono insetti giganteschi, simili alle comuni locuste ma di dimensioni simili a quelle di un piccolo aeroplano, utilizzate nell'Argaar come "taxi spaziali" viventi. Compaiono esclusivamente nel quarto episodio.

### Rinoceronti lanuti
Sono rinoceronti a due corna e rivestiti da folta peluria, molto simili nell'aspetto al rinoceronte lanoso pleistocenico. Sono utilizzati a volte come animali da traino, ma a fronte della potenza e della velocità presentano il notevole inconveniente di essere impossibili da frenare (caratteristica, questa, comune anche ai Talpironi).

### Yeti dei ghiacci
Si tratta di creature di natura a metà tra umana e scimmiesca, violenti e pericolosi ma dotati di un abbozzo di cultura tecnologica (fanno uso di clave e hanno un rudimentale vestiario). Un esemplare di questa specie compare nel primo episodio della serie. Non sono da confondersi con gli Yeti di Verkuragon, che sebbene selvaggi, sono uomini a tutti gli effetti.

## Episodi
| nº | Titolo                               | Data di pubblicazione        | Volume Topolino    | Puntate |
| -- | ------------------------------------ | ---------------------------- | ------------------ | ------- |
| 1  | La Spada di Ghiaccio                 | 12-26 dicembre 1982          | Topolino 1411-1413 | 3       |
| 2  | Il torneo dell'Argaar                | 18-25 dicembre 1983          | Topolino 1464-1465 | 2       |
| 3  | Il ritorno del Principe delle Nebbie | 23 dicembre 1984             | Topolino 1517      | 1       |
| 4  | La bella addormentata nel cosmo      | 3-10 gennaio 1993            | Topolino 1936-1937 | 2       |
| 5  | La Spada di Ghiacciolo               | 1º novembre 2016             | Topolino 3179      | 1       |
| 6  | La leggenda della Spada di Ghiaccio  | 30 novembre-21 dicembre 2022 | Topolino 3497-3500 | 4       |
| 7  | La profezia del Cavaliere Scarlatto  | 1º novembre-15 dicembre 2023 | Topolino 3545-3547 | 3       |

### Topolino e la Spada di Ghiaccio
Topolino e la Spada di Ghiaccio è il primo episodio della Trilogia della Spada di Ghiaccio. È formata da tre capitoli. Il protagonista, a dispetto del titolo, è Pippo.
La vicenda si svolge in un luogo fantastico, sicuramente ispirato ai molti romanzi del genere. La mitica regione dell'Argaar è sotto il dominio del malvagio e tirannico Principe delle Nebbie, un personaggio invisibile che deve indossare una speciale maschera per farsi vedere, abitante di un tetro castello sito nella Valle d'Ombra. L'unico modo per sconfiggerlo è quello di inserire la Spada di Ghiaccio nell'apposita roccia, in modo che la luce, moltiplicata nell'indistruttibile cristallo di cui la spada è forgiata, inondi del proprio effetto benefico la tenebrosa Valle d'Ombra. Per questo il saggio Yor manda Boz in un'altra dimensione per chiedere l'aiuto di Alf, un eroe che già una volta era riuscito nell'impresa, molti millenni fa. Boz arriva per errore nella nostra dimensione, nel cortile di Topolino, durante i preparativi per la vigilia di Natale. Boz, rendendosi conto di non essere in grado di raggiungere Alf, supplica Pippo e Topolino di sostituirsi al mitico eroe.
Così Pippo si finge il cugino di Alf e, accompagnato da Topolino, con l'aiuto di Yor, Boz e Gunni Helm, si mette alla ricerca della fantomatica Spada di ghiaccio. Nel corso del loro cammino gli eroi si ritroveranno a dover attraversare aspre montagne, città in rovina, terribili paludi, dense foreste, lande desolate, terre abitate dai Giganti e boschi misteriosi popolati dagli Elfi, a piedi, in barca od a cavallo dei più incredibili animali da soma. Gli Emissari del Principe delle Nebbie continuano a perseguitare i nostri eroi, ma sarà Pippo, notoriamente riluttante a credere nella magia, a far svanire tutte le spaventose apparizioni emanate dai poteri occulti del nemico e, quindi, a sconfiggerlo.
Poiché il tempo nell'Argaar non scorre come nel mondo reale, ma molto più velocemente, tanto che molti giorni lì corrispondono a pochi istanti terrestri, Pippo e Topolino riusciranno a tornare a casa prima dei festeggiamenti natalizi.

### Topolino e il torneo dell'Argaar
Topolino e il Torneo dell'Argaar, che ha per sottotitolo Il ritorno della grande avventura, è il secondo episodio della Trilogia della Spada di Ghiaccio, ed è composto da due puntate. Ancora una volta il protagonista, a dispetto del titolo, è Pippo.
È passato tanto tempo a Ululand, ma i nostri eroi - la sera della vigilia di Natale - decidono di tornarci con il vettore dimensionale degli Zoltan (piatto dorato capace di viaggiare nelle dimensioni, già usato da Boz nella prima avventura) perché Yor, attraverso un mirabolante sistema d'interferenza intradimensionale, ha fatto capir loro che gli abitanti di Ululand hanno bisogno del loro aiuto.
I tempi sono cambiati e Ululand è diventata una ricca città futuristica. Yor spiega loro che il vulcano Gherrod rischia di esplodere proprio il giorno di Natale sommergendo di lava tutta la città: bisogna trovare al più presto il minerale cristallino detto "gherrotìte", dalle proprietà catalitiche, e gettarlo nel cratere infuocato del vulcano, in modo da placarlo.
L'unico frammento di gherrotite esistente nell'Argaar, però, appartiene al Re di Bedi, che ne ha fatto il basamento del proprio trono. Egli ha promesso di donarlo solo se Pippo vincerà il famoso torneo dell'Argaar, cui ogni quattrocento anni partecipano tutti i popoli di quella terra tranne i pacifici Uli. Superando mille pericoli Pippo riuscirà a conquistare la preziosa pietra, ma i nostri eroi, con il loro veicolo volante, non faranno in tempo a gettarla nel vulcano, che sommergerà la città di lava.
Gli abitanti, che avevano evacuato la città, ritorneranno alla vita semplice dei tempi andati e decideranno di costruire un altro villaggio in un luogo più sicuro. Dopodiché Topolino e Pippo tornano a Topolinia facendo uso del "vettore dimensionale". Al loro ritorno a casa di Minni, poiché il tempo di Ululand scorre più velocemente di quello di Topolinia, è passato solo un paio di minuti. Per giustificare il ritardo, Topolino regala a Minni il vettore dimensionale, presentandolo come un sottovaso dorato per fiori.

### Topolino e il ritorno del Principe delle Nebbie
Topolino e il ritorno del Principe delle Nebbie è l'ultima avventura della originale Trilogia della spada di ghiaccio.
Pluto è arrivato nella terra dell'Argaar perché il vettore dimensionale è stato inavvertitamente attivato da Minni, che ignora la vera natura della "fioriera" dorata regalatale da Topolino.
Yor, grazie al copricapo dei Mugh, che è in grado di collegare le varie dimensioni tra sogno e realtà, riesce a portare Topolino e Pippo, attraverso un varco onirico nel mare dello spazio-tempo, nel paese dell'Argaar, dove scoprono che Pluto è scomparso ai margini della Foresta dell'Incantesimo e che la regione è ricaduta sotto il dominio del Principe delle Nebbie.
Due, quindi, sono le missioni di Pippo, Topolino e Boz: ritrovare Pluto e neutralizzare una volta per tutte il Principe delle nebbie, estraendo dalla sua maschera il fusibile che la mantiene in funzione.
Per compiere l'impresa i tre eroi dovranno attraversare la gelida terra di Argaar a cavallo degli ptero-munghi (animali da sella, bipedi e pelosi, che si nutrono di neve), visitare nuovamente gli Elfi, procurarsi il talismano detto Stella di Aldebaran (il che avverrà, grazie al paradossale superamento, da parte di Pippo, delle tre prove della saggezza nell'antro del Vecchio della Montagna), penetrare nella Valle d'Ombra sino al ricostruito castello del Principe e sconfiggere le sue emanazioni illusorie.
Estratto il fusibile, due sorprese attendono i nostri eroi: quello che essi credevano il Principe delle nebbie, in realtà, si rivela un semplice viandante, caduto sotto l'influenza della maschera, casualmente ritrovata in una landa desolata; e il terribile grifone che sedeva ai suoi piedi si rivela essere il buon Pluto, finalmente liberato dal suo potere persuasivo.
Distrutto il pericoloso manufatto, Pippo, Topolino e Pluto torneranno di gran carriera a Ululand, appena in tempo prima della chiusura del varco dimensionale.
I nostri eroi torneranno a Topolinia, ma il vettore degli Zoltan, dimenticato nei concitati attimi del passaggio, resterà a Ululand, impedendo loro, per il futuro di tornare da Yor e Boz.
È tempo, dice Yor, che i popoli dell'Argaar imparino a cavarsela da soli; ma Pippo e Topolino, assunti nel pantheon degli eroi mitologici, saranno ricordati per sempre nelle saghe di quella terra.

### Topolino e la bella addormentata nel cosmo
Topolino e la Bella addormentata nel cosmo fu aggiunta, come quarta avventura, alla originale Trilogia della spada di ghiaccio, inizialmente pensata per essere conclusa al terzo episodio. Originariamente la storia fu pubblicata in due puntate.
Pippo e Topolino vengono riportati nell'Argaar da Boz, inviato a Topolinia da Yor per convincere Pippo a salvare, ancora una volta, la terra dell'Argaar. La maschera del Principe delle Nebbie, che si credeva disattivata e che era stata gettata nel fondo della gola di Niflheim, ha preso ad emettere delle radiazioni che stanno costringendo tutti ad un sonno irresistibile.
Una principessa aliena sedicenne, figlia della cometa Miranda, è l'unica persona in grado di sconfiggere il potere della maschera del Principe delle Nebbie. Ma la principessa, a sua volta, è caduta in un sonno magico per essersi punta con una freccia di Gunni Helm, e solo un eroe potrà svegliarla con un bacio. Ancora una volta l'eroe predestinato è Pippo, che dovrà raggiungere la culla della principessa, che per sottrarla alle minacce è stata inviata nel cosmo in una sorta di culla, ed orbita intorno al pianetino Gylfi, nella costellazione dell'Unicorno.
In groppa ad un talpirone, sorta di talpa gigantesca, Pippo, Topolino, Boz e Gunni Helm intraprendono un avventuroso viaggio nel sottosuolo dell'Argaar, che è al riparo dalle tremende radiazioni, per riemergere presso la torre del cosmodromo di Helmod, fuori dei confini dell'Argaar e quindi al loro riparo. Con l'aiuto del tassista spaziale Fulco Zob, riusciranno nell'impresa, mentre Yor, in groppa ad uno ptero-mungo e sfidando il sonno che lo sta per colpire, cerca di individuare il punto esatto della gola del Nifl dove si trova la terribile maschera.
Grazie al suo sforzo la Principessa potrà salvare, una volta per tutte, la terra dell'Argaar.

### Topolino e la leggenda della Spada di Ghiaccio
Pippo e Topolino sono nuovamente chiamati a salvare le terre dell'Argaar: le popolazioni della regione sono state assoggettate dalla popolazione degli Scuri, comandati da un potente e malvagio stregone chiamato Atro.
La luce della spada di ghiaccio è nociva per loro, ma questa è andata perduta e quindi non hanno avuto problemi a conquistare l'Argaar.
Al villaggio Uli, un menestrello di nome Lasidor narra le leggende della spada di Ghiaccio e dei suoi eroi, ma ciò è proibito poiché Atro, con un sortilegio, ha cancellato la memoria a tutti gli abitanti dell'Argaar facendogli dimenticare delle gesta di Pippo e Topolino. Ma un giovane Uli di nome Igor, che ha ascoltato la leggenda, va ai ruderi del castello di Yor e trova il vettore dimensionale, con esso si reca a Topolinia dove incontra Pippo e Topolino. 
La loro missione è quella di ritrovare Yor, Boz e Gunni Helm per recuperare la spada di ghiaccio e sconfiggere Atro riportando la pace nella dimensione.
Per fare ciò dovranno affrontare un viaggio da sud a nord che richiama l'avventura del primo capitolo (Topolino e la spada di ghiaccio) per ritrovare la magica arma perduta.

### Topolino e la profezia del Cavaliere Scarlatto
Nel periodo di Halloween, Pippo e Topolino ricevono dei messaggi interdimensionali da parte di Yor che li chiama nell'Argaar per risolvere un grave problema. Allora essi si recano nell'Argaar con il vettore dimensionale e vengono messi al corrente della situazione. Yor spiega loro che una profezia si sarebbe avverata a breve. Infatti è stato profetizzato che con l'avvento di una nevicata rossa sarebbe stato annunciato l'arrivo del Cavaliere Scarlatto, colui che con un gesto avrebbe cancellato l'Argaar come se niente fosse mai stato.
Ovviamente, spiega Yor, questo si riferisce al fatto che il cavaliere intende neutralizzare la spada di ghiaccio per riuscire nel suo intento. Quindi viene radunato il solito gruppo, composto da Gunni Helm, Lasidor, Igor e Boz, che accompagneranno Pippo e Topolino nella spedizione per raggiungere la spada di ghiaccio e anticipare il Cavaliere Scarlatto. Però il malvagio cavaliere viene a sapere che sarà ostacolato dai nostri eroi e quindi durante il loro viaggio invia delle feroci bestie per fermarli.

## Ristampe
Le puntate dei vari episodi della Saga della spada di ghiaccio sono state ristampate in diversi numeri all'interno della collana "Le grandi saghe", edita dalla Panini Comics a partire dal Settembre 2022, in volumi brossurati di grande formato (18 × 24 cm) con copertine inedite.

## Gioco da tavolo
In concomitanza con l’uscita sul settimanale Topolino del sesto episodio della saga, intitolato Topolino e la profezia del Cavaliere Scarlatto, con i n. 3545, 3546 e 3547 dell’1, 8 e 15 novembre 2023, è stato distribuito in tre parti il gioco da tavolo della Spada di Ghiaccio, un gioco di strategia di tipo cooperativo con plancia di gioco, pedine, carte d’azione e dadi, supervisionato da Marco Nucci e illustrato da Cristian Canfailla, ispirato alle vicende narrate in questa saga.